# Хајлигенхафен
Хајлигенхафен (њем. Heiligenhafen) град је у њемачкој савезној држави Шлезвиг-Холштајн. Једно је од 36 општинских средишта округа Остхолштајн. Према процјени из 2010. у граду је живјело 9.275 становника. Посједује регионалну шифру (AGS) 1055021, NUTS (DEF08) и LOCODE (DE HHF) код.

## Географски и демографски подаци
Хајлигенхафен се налази у савезној држави Шлезвиг-Холштајн у округу Остхолштајн. Град се налази на надморској висини од 0 – 40 метара. Површина општине износи 18,1 km². У самом граду је, према процјени из 2010. године, живјело 9.275 становника. Просјечна густина становништва износи 512 становника/km².

## Међународна сарадња
| Мјесто | Држава | Врста сарадње | Од    |
| ------ | ------ | ------------- | ----- |
| Марибо | Данска | партнерство   | 1975. |
| Извор  |        |               |       |